# Frederick Semple
Frederick Humphrey Semple (24. december 1872 i St. Louis - 21. december 1927 smst) var en amerikansk golfspiller og tennisspiller som deltog i OL 1904 i St. Louis.
Semple vandt en sølvmedalje i golf under OL 1904 i St. Louis. Han var med på det amerikanske hold Trans Mississippi Golf Association som kom på en andenplads i holdkonkurrencen i golf bag et andet amerikansk hold.